# Nightrain
Nightrain ist ein Lied der US-amerikanischen Hard-Rock-Band Guns N’ Roses. Es erschien auf dem Debütalbum Appetite for Destruction und wurde daraus etwa zwei Jahre nach dessen Erscheinen, im Juli 1989, als vierte Single ausgekoppelt.

## Hintergrund
Der Song, der bereits Mitte der 1980er von der Band geschrieben wurde, handelt von einem billigen Wein namens Night Train Express, der damals bei den Bandmitgliedern populär war. Im Gegensatz dazu wurde beim Song ein Buchstabe weggelassen, daher könnte der Titel auch als Night Rain (Nachtregen) gedeutet werden, im Refrain wird gesungen: „I'm on the Night(t)rain... Ridin' the Night(t)rain...“.
Die Single erschien bereits nach der Veröffentlichung von G N’ R Lies und der daraus ausgekoppelten Single Patience und wurde nicht besonders promotet. Dennoch wurde das Stück vom Magazin Guitar World zu den Top 10 der besten Trinklieder aller Zeiten gezählt.

## Aufführung
Das Stück ist ein live sehr oft gespieltes Lied, Slash schrieb in seiner Autobiografie: "That song has a rhythm to it in the verses that from the start always made me go crazy. The first time we played it, even, I started jumping up and down - I couldn't help it. When we had our huge stage later on, I'd run the length of it, jump off the amplifiers, and lose it just about every single time we played it. I'm not sure why, but no other song we've ever played live made me move like that." („Dieses Lied hat in der Strophe eine Rhythmik, die mich immer dazu brachte, verrückt zu werden. Als wir es das erste Mal spielten, begann ich, auf- und ab zu springen - Ich konnte nicht anders. Als wir später auf großen Bühnen spielten, rannte ich die gesamte Länge der Bühne ab, sprang von den Verstärkern und verlor mich jedes Mal, wenn wir es gespielt haben. Ich weiß nicht warum, aber kein anderes Lied, das wir jemals gespielt haben, brachte mich dazu, mich derart zu bewegen.“)

## Chartplatzierungen
Das Stück erreichte Platz 93 der Billboard Hot 100.
| ChartsChartplatzierungen       | Höchstplatzierung | Wochen |
| ------------------------------ | ----------------- | ------ |
| Vereinigte Staaten (Billboard) | 93 (5 Wo.)        | 5      |
| Vereinigtes Königreich (OCC)   | 17 (5 Wo.)        | 5      |